# His Last Walk
| Críticas profissionais | Críticas profissionais |
| Avaliações da crítica  | Avaliações da crítica  |
| Fonte                  | Avaliação              |
| ---------------------- | ---------------------- |
| Rocklouder             | link                   |
| AbsolutePunk           | (88%) link             |
| sputnikmusic           | (2.5/5) link           |

His Last Walk é o álbum de estréia da banda de post-hardcore americana Blessthefall, lançado em 10 de Abril de 2007. O álbum foi lançado antes da banda começou a tocar na turnê Taste of Chaos. Quatro singles foram lançados para o álbum: "Higinia", "Guys Like You Make Us Look Bad", "A Message to the Unknown", e "Rise Up". A última música, "His Last Walk", apresenta uma faixa bônus (no final da mesma faixa) chamada "Purple Dog", que é uma brincadeira feita pelos membros da banda. Esse é o único álbum da banda com o vocalista original, Craig Mabbitt.

## Faixas
| N.º            | Título                                                        | Duração |  |
| 1.             | "A Message to the Unknown"                                    | 3:32    |  |
| 2.             | "Guys Like You Make Us Look Bad"                              | 3:55    |  |
| 3.             | "Higinia"                                                     | 2:46    |  |
| 4.             | "Could Tell a Love"                                           | 2:51    |  |
| 5.             | "Rise Up"                                                     | 3:42    |  |
| 6.             | "Times Like These"                                            | 4:07    |  |
| 7.             | "Pray"                                                        | 4:07    |  |
| 8.             | "With Eyes Wide Shut"                                         | 2:54    |  |
| 9.             | "Wait for Tomorrow"                                           | 4:22    |  |
| 10.            | "Black Rose Dying"                                            | 4:03    |  |
| 11.            | "His Last Walk"                                               | 2:51    |  |
| 12.            | "Rise Up (Acoustic)" (somente no re-lançamento)               | 2:51    |  |
| 13.            | "I Wouldn't Quit If Everyone Quit" (somente no re-lançamento) | 3:10    |  |
| Duração total: | Duração total:                                                | 50:16   |  |

## Créditos
- Craig Mabbitt - Vocal
- Eric Lambert - Guitarra Principal
- Mike Frisby - Guitarra Base
- Jared Warth - Baixo, Piano, Programação, Vocal
- Matt Traynor - Bateria, Percussão